# Высшая мера (пьеса)
Высшая мера — пьеса Владимира Арро, написана в 1975 году, опубликована в 1976 году.

## Содержание
В пьесе «Высшая мера» речь идет о реально произошедшем событии — судебном процессе, который проходил в блокадном Ленинграде осенью 1941 года.
В результате авианалётов 8 и 10 сентября 1941 года загорелись Бадаевские склады, где хранилось запасы продовольствия. В тушении пожара в числе других принимали участие железнодорожники. По указанию своего руководства часть спасенных продуктов (печенье, крупа, сахар) они загрузили в вагон, который отогнали в тупик, а затем эти продукты по спискам раздали железнодорожникам. После этого было возбуждено уголовное дело о хищении продуктов, в котором обвинили начальника Варшавского вокзала Сидоренко.
Сидоренко и других руководителей (всего 10 человек) в ноябре 1941 года судил военный трибунал прямо на Варшавском вокзале. Его адвокатом была Елена Робертовна Изметьева (1896—1985), дочь сенатора Роберта Георгиевича Шлейфера, внучка генерала Георгия Ивановича Шлейфера. Она доказывала, что продукты не были похищены, их получили простые железнодорожники в качестве вознаграждения за особо тяжёлую и опасную работу, и поэтому вменить в вину начальнику вокзала можно только злоупотребление должностными полномочиями, но никак не хищение. Тем не менее, Сидоренко признали виновным в хищении и приговорили к расстрелу.
Когда Изметьева пришла писать кассационную жалобу на приговор, то увидела свою фамилию в протоколе судебного заседания с ошибкой. Она испугалась, что жалобу не примут, поскольку создавалось впечатление, что ее писал другой адвокат. После долгих колебаний она зачеркнула неправильную фамилию в протоколе, а сверху написала правильную. Об этом она поставила в известность сотрудников канцелярии, написала записку председателю трибунала, положив ее на его стол на видном месте. В итоге расстрельный приговор Сидоренко был изменён: его признали виновным лишь в злоупотреблении должностными полномочиями и приговорили к лишению свободы, но вскоре он был амнистирован. После освобождения он опять работал на железной дороге, вновь стал начальником Варшавского вокзала и занимал этот пост до своей смерти.
Изметьевой же президиум городской коллегии адвокатов вынес строгий выговор за самовольное исправление протокола судебного заседания. Это взыскание было формально отменено уже после смерти Изметьевой, в 2025 году.
В пьесе Владимира Арро (он сам в детстве пережил блокаду Ленинграда), — которая впервые была поставлена в Петрозаводске и в совокупности была показана в 53 театрах СССР, включая Александринский театр  в Ленинграде, — содержится такой диалог адвоката и председателя трибунала:

Председатель трибунала: «Я выполнял свой долг. Точно так же, как и предыдущие пять месяцев войны. И до войны, и всегда. Я начал войну раньше вас. Я всегда был лицом к лицу с врагом, какие бы обличья он ни принимал! И пока вы распевали антивоенные песни и маршировали на физкультурных парадах, я сражался! Сражался!»
Адвокат: «Никогда не маршировала».
Председатель трибунала: «И если хотите знать, почему войска стоят насмерть, а в городе нет паники и капитулянтских настроений, так это только благодаря нашей твердости и непримиримости. Мы днем и ночью…»
Адвокат: «Не смейте!.. Не смейте продолжать!.. Войска стоят насмерть, а в городе нет паники и капитулянтских настроений лишь потому — лишь потому! — что каждый боец… каждый житель по доброй воле, по приказу сердца… по приговору совести поклялся не отдавать город. А вы им не верите. Скажите, почему вы позволили себе… им не верить? По какому праву вы лишаете нас осознанной силы и даете взамен неосознанный страх перед вами? Разве так мы победим?»
Председатель трибунала: «Понимаю… Понимаю вас. Вы не так наивны, как мне показалось вначале. Ваши слова делают вам честь. Их можно даже высечь на камне. Но всё дело в том, что они вас ни к чему не обязывают. За ними не обязательно следует дело. И в этом смысле я вам завидую. Знаете, мне сегодня не один раз хотелось поменяться местами с вами. Я любуюсь вашим идеализмом. Но он мне не к лицу. Я — солдат».
Адвокат: «Справедливость и милосердие украшают солдата. Если бы за линией фронта узнали, что в осажденном городе исправлена судебная ошибка, там были бы потрясены. Тот, кто сломлен, на правду не способен».

Сам драматург сказал о своей пьесе так:

Пьеса «Высшая мера» возникла из заметки в журнале «Нёман» за 1969 год, прочитанной мною случайно. Елена Робертовна Изместьева, в прошлом ленинградский адвокат, а тогда пенсионерка, рассказывала об одном из своих процессов…
…Самое поразительное, на мой взгляд, состоялось уже после суда, о чём автор заметки пишет вскользь. Поскольку бомбёжка продолжалась, а у некоторых участников заседания, в том числе и у Изместьевой, пропусков на передвижение во время тревоги не было, решили идти к центру города все вместе, под конвоем. Так в одной колонне под речитатив начальника конвоя «шаг влево, шаг вправо…» оказались защитники, подсудимые и судьи, осудившие их на смерть.
Это был фантасмагорический проход через весь город по тонкой грани жизни и смерти, сопровождаемый юридической перебранкой сторон, взрывами, вспышками, обвалом домов и ревом пожарных машин. Он показался мне не только событием, исполненным глубокого трагического значения, но и многозначным художественным символом.
Да, это была первая моя пьеса, и я писал её в большом творческом возбуждении. Семидесятые годы — не лучшее время для рассуждений о самоценности одного человека, для бунта против государственной карающей машины. Но театры её заметили, и она оказалась даже в Театре имени Пушкина, Александринском
. А дело было в том, что близилась круглая дата Победы, спрос был на военную тему, героизм, а вовсе не на человеческое достоинство. Блокада для этого подходила.
Так они её и поставили — в ложном духе блокадной героики, произведя большие манипуляции с текстом пьесы
. Бруно Артурович Фрейндлих даже читал под бомбёжкой «Люблю тебя, Петра творенье!..». Я долго не давал разрешения на выпуск спектакля, его дорабатывали. Он шёл десять сезонов, они возили его по всем гастролям, и он был визитной карточкой театра
. А я ни разу его больше не посетил.
Было еще 25 театров в стране и за рубежом. Лучше всех пьесу поняли и воплотили в Петрозаводске, в тартуском «Ванемуйне», а также в Болгарии. Последняя постановка была лет 10 назад в Москве на радио «Культура». Но мне кажется, пьеса «Высшая мера» не потеряла актуальности и в наше время. Тема «государство и человек» вышла на новый виток. Неожиданно свежо прозвучит в ней сегодня и тема правосудия.